# Jean Chenu
Pour les articles homonymes, voir Chenu.
Jean Chenu est un jurisconsulte français, né à Bourges le 29 décembre 1559 et mort dans la même ville le 16 décembre 1627. 

## Biographie
Jean Chenu est le fils de Claude Chenu, marchand de Bourges, et de Christine Guymard. Il a fait ses études de jurisprudence à Bourges.
Il s'est marié le 5 février 1594 avec Claude Hemetout, fille de René Hemetout, avocat au présidial de Bourges, et de Françoise Tillier, fille d'Étienne Tillier, docteur en médecine, et d'Anne de Cambray. Claude Hemetout est décédée en 1614. Elle a été inhumée dans l'église Notre-Dame du Fourchaud,. Il s'est remarié en 1623 avec Catherine Balzagette.
Il a fait son testament le 15 septembre 1627. Il est inhumé à côté de sa première épouse.

### Le juriste
Reçu avocat au parlement de Paris, il exerça toute sa vie cette profession à Bourges, se partageant entre le travail du barreau et la composition de différents ouvrages. Les plus importants sont : 
- Privilèges octroyés à la ville de Bourges, avec les annotations de Jean Chenu; Paris, 1603, in-8°;

Recueil de reglemens notables tant generaux que particuliers donnez entre ecclesiastiques pour la celebration du service divin : iuges, magistrats et autres officiers royaux et des Seigneurs Iusticiers inferiurs et subalternes pour l"exercice de leurs offices, rangs, seances, prerogatives, institution et destitution d'iceux. Auquel sont adioustees cent rares et singulieres questions de droict decidees pa arrests memorables, partie d'iceux prononces en Robbes rouges. Le tout extraict des ordonnances Royaux, arrests du Conseil Prive, et autres cours souveraines de France.
Edition seconde. À Paris, Chez Nicolas Buon, demeurant au Mont Sainct Hilaire, à l'image Sainct Claude. 1603. 2 parties en 1 volume in-4°
- Stylus ecclesiasticae jurisdictionis archiepiscopi Bituricensis, reformatus in concilia anni 1584, cum notis J. Chenu ; Paris, 1603, in-8°;
- Archiepiscoporum et episcoporum Gallix chronologica historia ; Paris, 1621, in-4°;
- Chronologia historica patriarcharum, archiepiscoporum Bituricensium et Aquitaniarum primatum; Paris, 1621, in-4° : c'est la réimpression d'un ouvrage déjà inséré dans le Stylus ecclesiasticae jurisdictionis.

### Le pourfendeur de sorciers
On aura une idée du personnage en lisant dans les Curiosités judiciaires historiques et anecdotiques recueillies et mises en ordre par B. Warée, aux pages 366 et suivantes, comment il fit exécuter une malheureuse femme sur une accusation absurde. « Procédure incroyable », nous dit Warée, et cet exorde nous en donne une idée : 
La mécroyance de certains juges a rendu jusqu'à ce temps le crime de sortilège comme impuni, et cette impunité a fait que le nombre des sorciers a merveilleusement multiplié, et a donné une telle licence au diable, que, par le moyen de ses suppôts, il a infecté une grande partie de la chrétienté, et tanquam serpens irrepens, s'est glissé jusque dans les meilleures villes; et, au lieu que les sorciers se tenaient séparés dans les montagnes désertes et retirées, ils ont pris place partout, et habitent les lieux les plus peuplés.

## Famille
- Étienne Chenu (†1537), docteur en médecine, marié à Catherine Hoüet (†1547), fille d'Étienne Hoüet, sieur de la Charnaye, et de Sébastienne de Cambray, fille de Jean de Cambray, général des monnaies, et de Marie de Corbie ;
  - Claude Chenu (†1568), marchand de Bourges, marié à Christine Guymard (†1591), fille de Guillaume Guymard, marchand de Bourges, et de Marie Boulard, fille de Guillaume Guymard, notaire et procureur de Bourges, et d'Anne Gautier. Il s'est fait protestant le 20 novembre 1561. Il a été tué d'un coup d'arquebuse avec son beau-frère en 1568 ;
    - Marie Chenu, mariée avec André Balzagette, notaire et procureur des cours ecclésiastiques ;
    - Pierre Chenu ;
    - Jean Chenu (1559-1627), mariée en 1594 en premières noces avec Claude Hêmetout (†1614), fille de René Hêmetout, avocat au présidial de Bourges, et de Françoise Tillier, fille d'Étienne Tillier, docteur en médecine, et d'Anne de Cambray ;
      - Marie Chenu, morte jeune ;
      - Françoise Chenu (1599-1627), mariée en 1618 avec Antoine Bengy (1596-1641), avocat du roi au présidial de Bourges, fils d'Antoine Bengy (1564-1616), docteur et professeur en droit, et de Jeanne Amignon ;
        - Pierre Bengy ;
        - Jacques Bengy (1627-1712), sieur de Puyvallée, marié en 1663 avec Madeleine Blondeau ;
        - Marie Françoise Bengy, mariée avec François Fauvre, sieur de Ferrières ;
          - Jean Fauvre, sieur de Ferrières ;

        - Marie Claude Bengy ;

      - Anne Chenu morte en bas âge ;
      - Jeanne Chenu mariée avec Étienne Gaudon.

## Sources
Cet article est partiellement ou en totalité issu de la Nouvelle biographie générale depuis les temps les plus reculés jusqu'à nos jours de Jean Chrétien Ferdinand Hoefer, publiée en 1855 chez Firmin-Didot.

### Œuvres
- Recueil des antiquitez et privilèges de la ville de Bourges, et de plusieurs autres villes capitales du royaume [Tours], 1621.